# Чебодаев, Михаил Иванович
Михаи́л Ива́нович Чебодаев (10 июля 1922 — 25 февраля 1945) — Герой Советского Союза, участник Великой Отечественной войны с июля 1942 года.

## Биография
Родился 10 июля 1922 года в аале Усть-Киндирла (ныне Бейский район Республики Хакасия) в крестьянской семье. Хакас. Мать: Чебодаева Агафья Владимировна.
Окончил педагогическое училище в Абакане, работал учителем начальной школы в селе Аскиз.
Член ВКП(б) с 1944 года.
В РККА с 1941 года. Призван Аскизским райвоенкоматом. Красноармеец, разведчик взвода пешей разведки 955-го стрелкового полка 309-й Пирятинской стрелковой дивизии. Особо отличился в битве за Днепр.
В ночь с 21 на 22 сентября 1943 года под сильным огнём противника Чебодаев первой лодкой переправился на правый берег Днепра. Незаметно подполз к вражескому пулемёту, мешавшему переправе, забросал его расчёт гранатами и вывел из строя пулемёт. При отражении контратак противника, многократно превосходившего по численности, Чебодаев с криком «За Родину!», «За Сталина!» поднял группу героев, врезался в ряды озверевших фашистов, в рукопашной схватке, огнём автомата и гранатами уничтожил 14 солдат противника. Будучи раненым, он продолжал сражаться.
Группа, где находился Чебодаев, удерживала важную в тактическом отношении позицию в течение суток.
За этот подвиг Указом Президиума Верховного Совета СССР от 23 октября 1943 года присвоено звание Героя Советского Союза с вручением ордена Ленина и медали «Золотая Звезда». Также приказом по 309-й стрелковой Пирятинской дивизии № 055/н от 11 октября 1943 года, за форсирование Днепра Михаил Иванович был награжден орденом «Красной Звезды».
25 февраля 1945 года телефонист 79-го отдельного гвардейского батальона связи 53-й гвардейской стрелковой дивизии гвардии ефрейтор М. И. Чебодаев в районе населённого пункта Приекуле Латвийской ССР был смертельно ранен и от полученных ранений скончался. Похоронен на воинском кладбище в литовском городе Скуодас.
Именем героя названы улицы в Абакане, Черногорске, Скуодасе, селе Аскиз, ряд школ Аскизского и Бейского районов. На здании педагогического училища в Абакане и на доме в Усть-Киндирле установлены мемориальные доски. В Парке Победы в селе Аскиз установлен бронзовый бюст Героя Советского Союза М. И. Чебодаева.
В Аскизе проводится региональный турнир по вольной борьбе, посвященный памяти Героев Советского Союза Михаила Чебодаева и Павла Попова.